# Урочище Карасу-Баши
Уро́чище Карасу́-Баши́ (укр. Урочище Карасу-Баши, крымскотат. Qarasuv Başı ayırığı, Къарасув Башы айырыгъы) — урочище и гидрологический памятник природы общегосударственного значения, расположенный в Крымских горах на территории Белогорского района (Крым). Площадь — 24 га. Землепользователь — Белогорское государственное лесное хозяйство.

## История
14 октября 1975 года Постановлением Совета Министров УССР от 14.10.75 г. № 780-р памятник природы местного значения, существовавший с 1960 года, был преобразован в памятник природы общегосударственного значения.

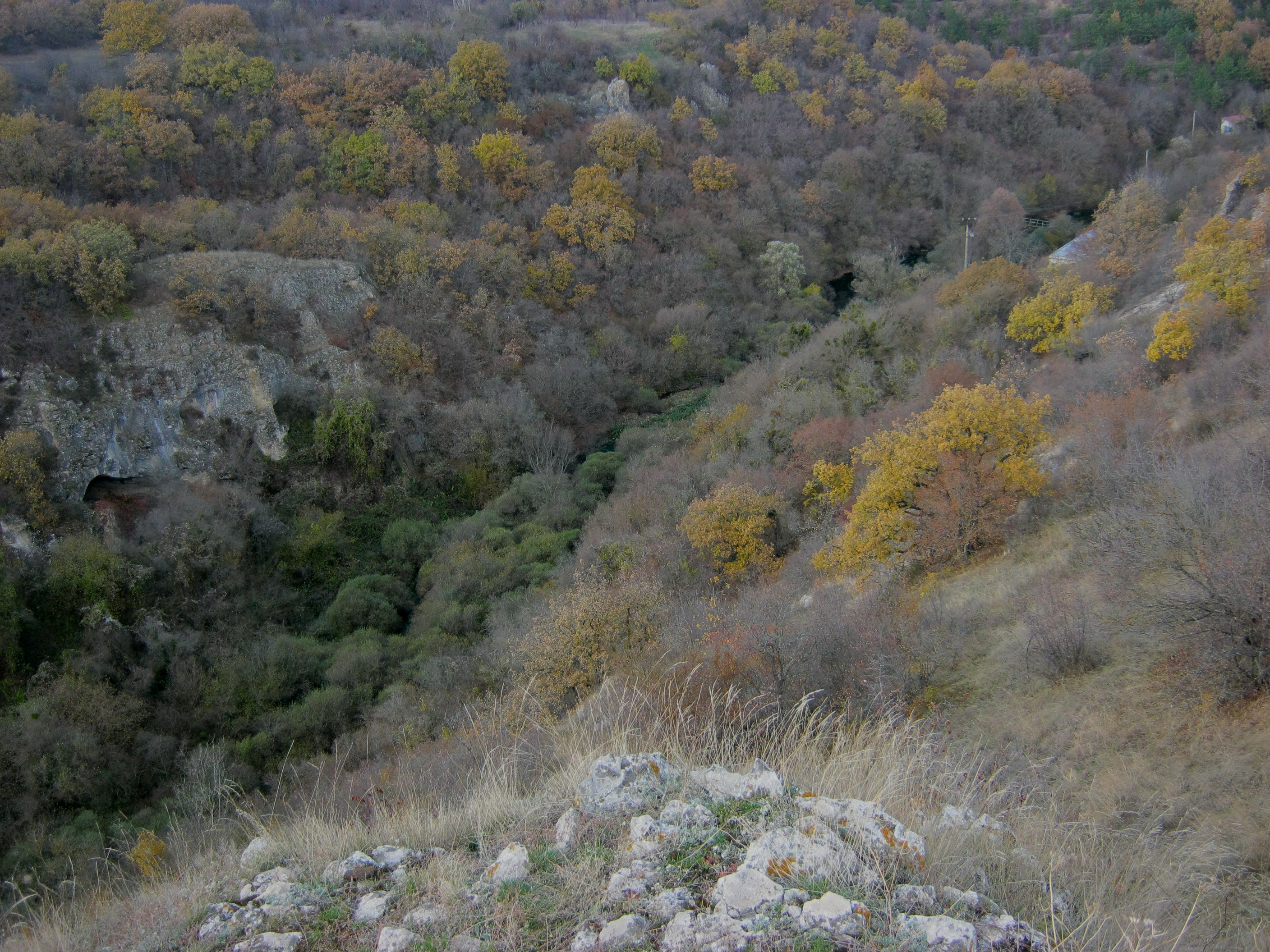
Урочище Карасу-Баши, исток Биюк-Карасу, Крым. Фото А. Трифонова
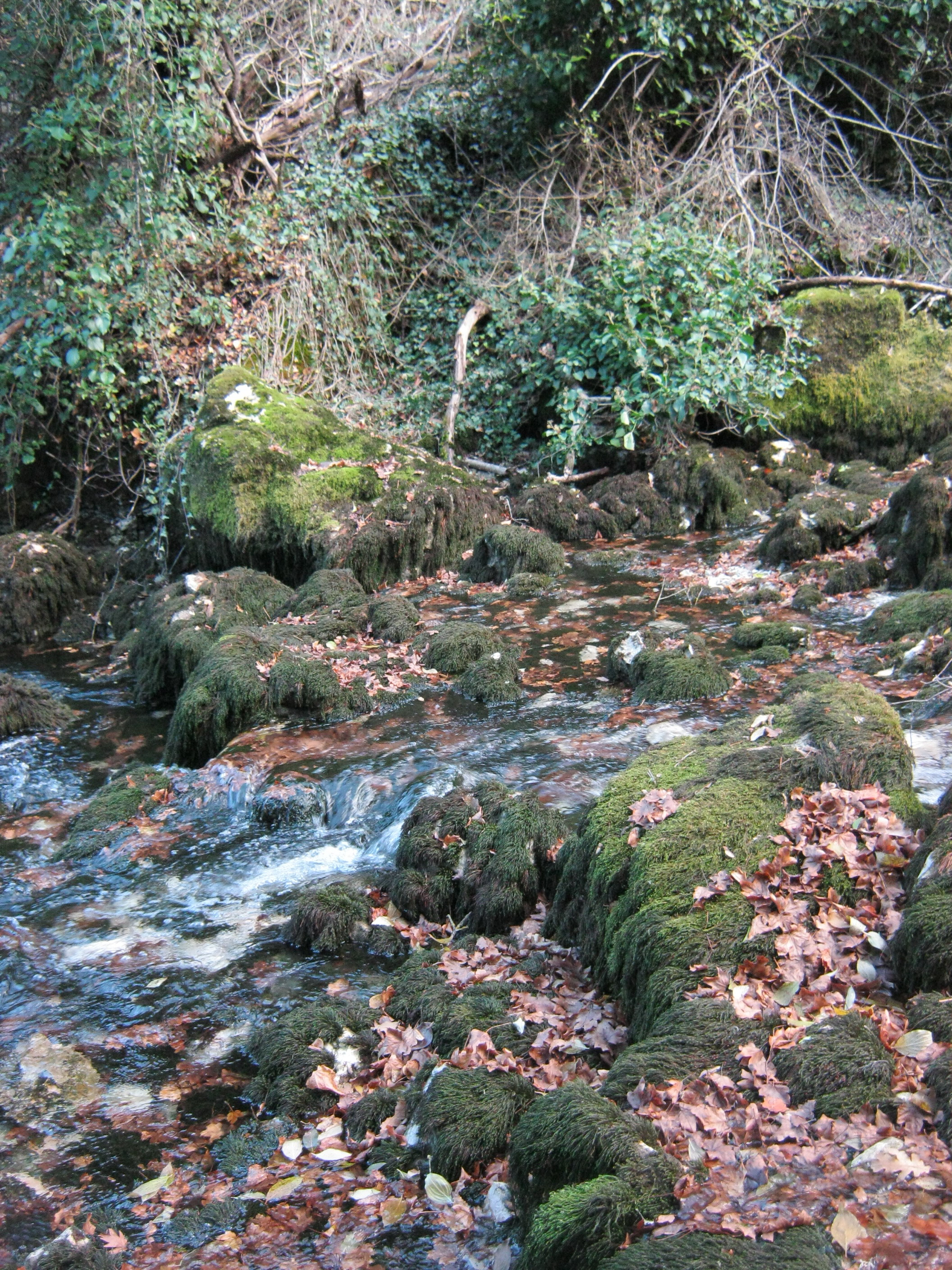
Карстовый источник, исток Биюк-Карасу. Фото А. Трифонова
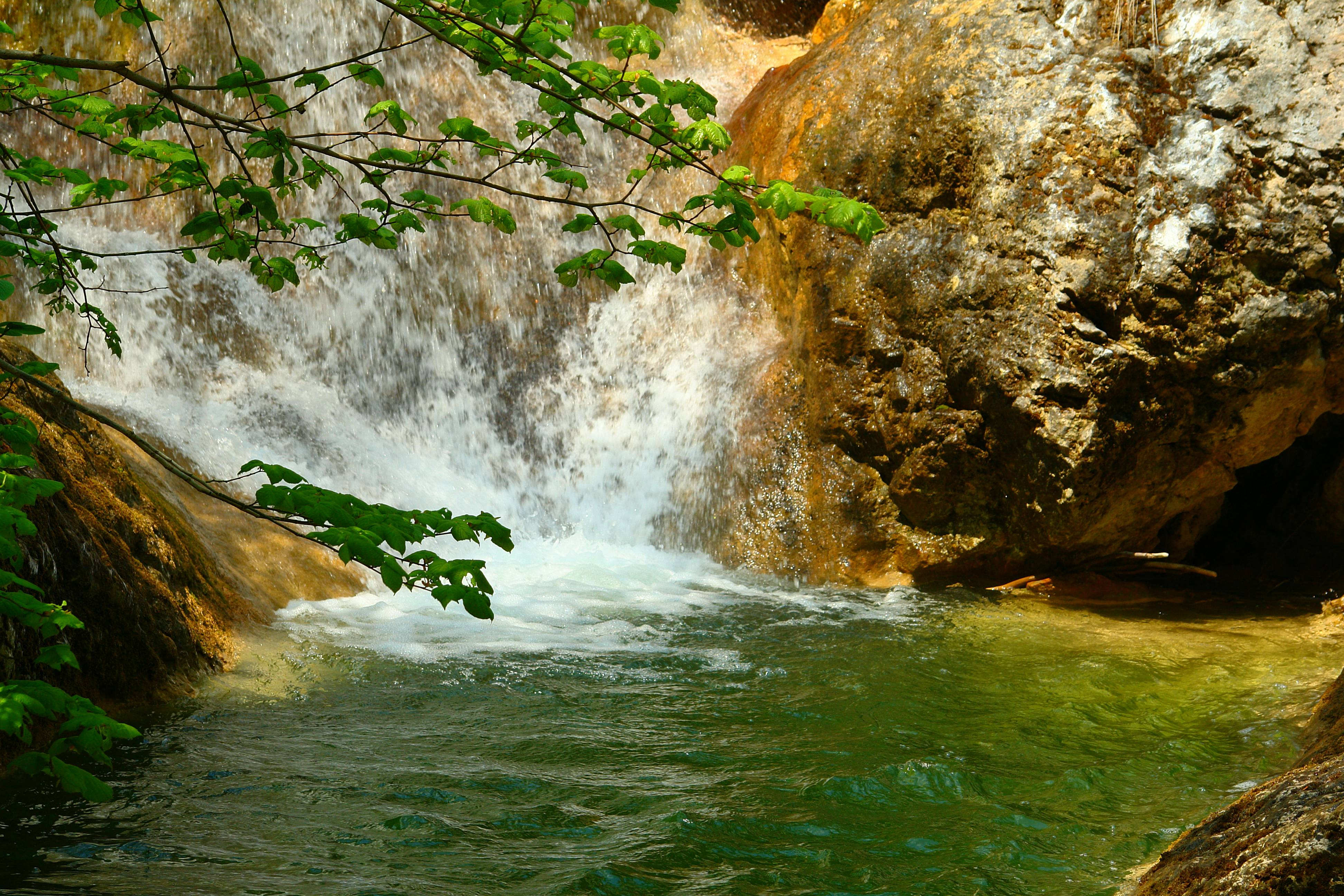
Водопад. Фото В. Попков
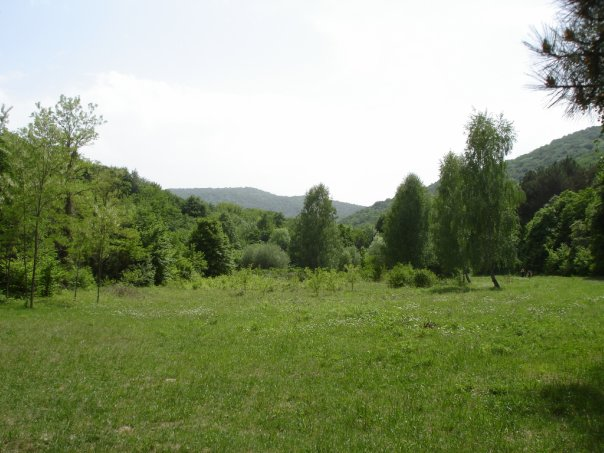
Поляна

## Описание
Расположен в Крымских горах у склона горного плато Караби-яйла: на участке, прилегающем к карстовому источнику Карасу-Баши, что на территории Новокленовского лесничества (квартал 14).
Ближайшие населённые пункты — сёла Карасёвка и Головановка, город — Белогорск.

## Природа
Главный охраняемый природный объект — источник Карасу-Баши — самый мощный карстовый источник Крыма, расположенный в ущелье Карасу-Баши у склона горного плато Караби-яйла. Является истоком реки Биюк-Карасу (правый приток Салгира). Дебит — 1500 л/сек. Является местом сбора воды горного массива Караби-яйла. Поблизости от источника расположены водопад (временный, образующийся в период половодий при падении воды с высоты 3 м с пещеры Суучхан-Коба) и множество родников. Урочище окружено лиственным лесом, где преобладают такие породы, как дуб и граб.